# Беркель
Беркель (нем. Berkel), или Беркел (нидерл. Berkel) — река в Германии и Нидерландах. Правый приток реки Эйссел.
Берёт начало у немецкого города Биллербек. Течёт на северо-запад, пересекает нидерландскую границу. Впадает в Эйссел в центральной части города Зютфен. Длина реки составляет 114,6 км, площадь водосборного бассейна — 849 км². Высота истока составляет 131 м.